# Adelanthaceae
Adelanthaceae, porodica jetrenjarki iz reda Jungermanniales. Dodijeljeni su joj različiti rodovi. 

## Rodovi
1. Adelanthus[1]
2. Adelocolia[2]
3. Calyptrocolea[3]
4. Cryptochila[4]
5. Cuspidatula[1]
6. Denotarisia[1]
7. Jamesoniella[1]
8. Nothostrepta[1]
9. Pisanoa[1]
10. Protosyzygiella[1]
11. Pseudomarsupidium[1]
12. Syzygiella[1]
13. Vanaea[1]
14. Wettsteinia[1]